# La Sainte Famille (Karl Marx et Friedrich Engels)
 (octobre 2017).

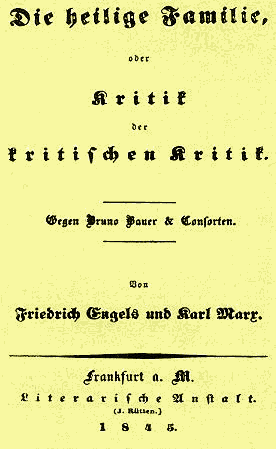
La Sainte Famille, 1845

La Sainte Famille (en allemand : Die heilige Familie), à l'origine intitulé Critique de la critique critique (allemand : Kritik der kritischen Kritik), est le premier ouvrage écrit conjointement par Karl Marx et Friedrich Engels. Écrit en 1844, il a été publié pour la première fois en février 1845.
En fait, Karl Marx a rédigé l'essentiel de l’œuvre. Ce livre, publié dans un petit format sous forme de brochure, n'eut pas l'obligation de se soumettre à la censure. Il s'agit principalement d'une critique des thèses des trois frères Bauer (Bruno, Edgar et Egbert), de « jeunes hégéliens ». Il se présente donc sous la forme d'un pamphlet (que viendra compléter ultérieurement L'Idéologie allemande).

## Religion
Un point important de cette critique porte sur La Question juive, celle de la place à faire aux juifs dans la société allemande du XIXe siècle. La réponse de Bruno Bauer (« si les juifs sont aliénés, c’est dans leur tête, en raison de leur religion et c’est d’elle qu’il faut les délivrer ») ne satisfait ni Marx ni Engels. Pour eux, la pseudo-question juive prend ses racines dans la question sociale.

## Oppositions
Plus généralement, les critiques de Marx et d'Engels portent sur les comptes rendus que font les frères Bauer dans l'Allgemeine Literatur-Zeitung, journal d'inspiration socialiste utopique allemand ; ce journal, dont les frères Bauer sont les principaux rédacteurs, et qu'il ne faut pas confondre avec la Deutsche Allgemeine Zeitung, présente à ses lecteurs des articles consacrés au socialisme français, que Marx connaît bien, à l'« union ouvrière » de Flora Tristan, au courant anarchiste de Proudhon, aux livres qui illustrent la misère du prolétariat, comme Les Mystères de Paris d'Eugène Sue.
Les critiques de Marx en dénoncent (de façon répétitive) la philosophie selon lui spéculative, opposant à chaque fois le point de vue « critique » de ses adversaires au point de vue « réel » qu'ils laissent parfois transparaître. Il en stigmatise à l'envi les contradictions. Cette critique dont Marx et Engels sont les promoteurs dégage les prémisses de la pensée qu'on verra à l'œuvre dans Le Capital. On y lit aussi l'admiration que les deux philosophes en exil vouent à Feuerbach ; la critique de l'idéalisme hégélien s'opère encore à l'intérieur de L'Idéologie allemande.

## Perspective
Marx et Engels semblaient d'ailleurs avoir conscience du caractère périssable de ce pamphlet : 

« Cette polémique constitue, à nos yeux, l’avant-propos des travaux originaux où, − chacun pour soi bien entendu −, nous développerons notre point de vue et, par suite, montrerons où nous nous situons par rapport aux doctrines philosophiques et sociales modernes. »